# Walter Buller
Sir Walter Lawry Buller (9. října 1838 Pakanae – 19. července 1906 Fleet) byl novozélandský ornitolog.
Narodil se na misijní stanici v oblasti Northland, jeho otec byl metodistickým kazatelem. Vystudoval Wesley College v Aucklandu, pracoval jako soudní tlumočník maorštiny a poté provozoval advokátní praxi, v roce 1871 byl v Londýně přijat do Inns of Court. Neúspěšně se pokoušel o zvolení do parlamentu za Liberální stranu. Závěr života strávil v anglickém hrabství Hampshire.
K zájmu o přírodní vědy ho přivedl William Swainson. Je autorem knih A History of the Birds of New Zealand, Manual of the Birds of New Zealand a Supplement to the History of the Birds of New Zealand. Podílel se na vytvoření výstavy novozélandské přírody na Světové výstavě 1889 v Paříži a zasloužil se o vyhlášení rezervace v okolí jezera Papaitonga.
Je po něm pojmenován albatros Bullerův, buřňák šedohřbetý (Puffinus bulleri) a racek černozobý (Chroicocephalus bulleri). Byl mu udělen Řád sv. Michala a sv. Jiří a Řád čestné legie, byl zvolen členem Královské společnosti. Novozélandský dramatik Nick Blake mu věnoval životopisnou hru Dr Buller's Birds.